# Чельберг, Марция
Ма́рция Че́льберг (швед. Marzia Kjellberg, в девичестве — Бизоньи́н (итал. Bisognin); род. 21 октября 1992, Арциньяно, Венеция) — итальянский видеоблогер, видео которой преимущественно сфокусированы на моде, красоте, макияже и покупках. По состоянию на 1 сентября 2018 года, её видео имели более 230 миллионов просмотров, и на её канале было более 7 миллионов подписчиков.

## Карьера и канал
Основной направленностью канала Марции является мода, стиль и красота. Несмотря на происхождение, в своих видео Марция говорит на английском языке. Марция является участницей платформы Maker Studio’s sub-network.
CutiePieMarzia является одним из наиболее популярных каналов о красоте и макияже, так как привлекает более 16 миллионов зрителей ежемесячно. К тому же, канал Марции является наиболее популярным итальянским YouTube-каналом. Её канал получил более 2,2 миллионов подписчиков в 2014 году, больше чем любой другой итальянский канал. Демография видео Марции показывает, что чаще всего её видео просматриваются девушками в возрасте от 13 до 24 лет, которые используют её видео в качестве примера для подражания. К своим подписчикам Марция обращается словом «марципаны».
Успех её канала позволил ей начать разрабатывать дизайн её собственной одежды. В 2014 году она разработала туфли «Дейзи» с помощью проекта Shoe.
22 октября 2018 года Марция выпустила видео, посвященное прекращению её деятельности на Youtube.

## Маркетинг
Марция и Феликс Чельберг, более известный как Пьюдипай, которые состоят в отношениях с 2011 года, оба имеют впечатляющее количество подписчиков. Их личная, также как и совместная, популярность привела к множеству успешных рекламных сделок. В 2014 году пара была частью создания фильма ужасов «Париж. Город мёртвых». В то время как видео Чельберга включали в себя сюжеты, более относящиеся к игровой индустрии, видео Бизоньин для кампании показывали, через призму блога о путешествиях, поездку пары в Париж.
В октябре 2014 года телекомпания ABC использовала Марцию, а также некоторых других ютуберов, чтобы рекламировать своё новое шоу «Селфи».

## Личная жизнь
Марция Бисогнин  родилась 21 октября 1992 года в городе Виченца, Италия.
Марция впервые увидела видео Пьюдипая с подачи друзей, которые посоветовали ей посмотреть на того «идиота, играющего в компьютерные игры». Она начала встречаться с Феликсом в 2011 году, после написания ему электронного письма о том, что считает его видео смешными. После этого к Марции приехал Феликс, для того, чтобы жить вместе с ней. Затем оба переехали в Италию, прежде чем окончательно поселиться в Брайтоне, Великобритания. Марция и Феликс живут вместе со своими двумя мопсами, Эдгаром и Майей, а также ежом Доги.. Ранее пара имела двух аксолотлей, Клинта и Билли, но их пришлось отдать из-за инцидента, случившегося во время отъезда Марции и Феликса. Отношения Марции с Феликсом были освещены в различных СМИ, что помогло ей расширить свою YouTube-личность. Их называли «самой популярной парой YouTube». К слову, канал Чельберг сохранял свою позицию как YouTube-канал с самой большой аудиторией подписчиков с 2013 года по 2019. The Globe and Mail пишет о том, что «спокойный характер Марции делает более сбалансированным общую эксцентричность Пьюдипая».
27 апреля 2018 года Марция выложила на своей странице в Инстаграме фотографию с подписью: «Felix proposed» (с англ. — «Феликс сделал мне предложение»). 19 августа 2019 года Марция с Феликсом сыграли закрытую свадьбу в присутствии ближайших друзей и семьи, свадьба прошла в Лондоне, на территории Королевских ботанических садов Кью.
Когда супруги жили в Брайтоне, их дом в Японии был ограблен в конце 2019 года; Чельберг разместила в Интернете заявление, которое гласило: «Я знаю, что это очень материалистично, и должна быть счастлива с тем, что мне оставили и что у меня есть, но я не могу скрыть шок и грусть от того, что все было отнято вот так просто».
В 2022 году Марция и Феликс переехали в Японию.
5 февраля 2023 года Марция и Феликс опубликовали в соцсетях сообщения о том, что ждут ребёнка. 11 июля у пары родился сын, они дали ему имя Бьорн.

## Комментарии
1. ↑  Согласно шведско-русской практической транскрипции правильная передача фамилии — Чельберг.
2. ↑  Согласно итальянско-русской практической транскрипции правильная передача фамилии — Бизоньин.